# Авл Постумій Альб Регіллен
Авл Посту́мій Альб Регілле́н (лат. Aulus Postumius Albus Regillensis; близько 525 до н. е. — після 484 до н. е.) — політичний та військовий діяч часів ранньої Римської республіки, консул 496 до н. е.

## Життєпис
Походив з патриціанського роду Постуміїв. Син Публія Постумія Альба.  
У 499 до н. е. його обрано диктатором. начальником кінноти він призначив Тита Ебуція Гельву. Постумій відбив атаку колишнього римського царя Тарквінія Гордого та Мамілія Октавія, правителя Тускулума.
У 496 до н. е. його обрано консулом разом з Титом Віргінієм Трікостом Целіомонтаном. Того часу йшла Перша Латинська війна. Постумій очолив основні сили проти військ латинського союзу. Вирішальна битва відбулася біля Регілльського озера, де римляни завдали рішучої поразки військам міст-держав Лавініума та Тускулума. На честь цієї перемоги Авл Постумій отримав агномен «Регіллен» (на ім'я озера перемоги). По поверненню до Риму Альб заклав Храм Діоскурів, який висвятив 484 до н. е.
У 495 до н. е. був начальником кінноти під час бойових дій проти сабінян.
У 493 до н. е. на пагорбі Авентін заснував святилища Церери, Лібери та Лібера.
Про його долю після 484 до н. е. немає відомостей.

## Родина
- Спурій Постумій Альб Регіллен, консул 466 до н. е.
- Авл Постумій Альб Регіллен, консул 464 до н. е.